# Tourville-en-Auge
Tourville-en-Auge é uma comuna francesa na região administrativa da Normandia, no departamento Calvados. Estende-se por uma área de 3,14 km². Em 2010 a comuna tinha 243 habitantes (densidade: 77,4 hab./km²).